# Nanolania
Nanolania es un género extinto de temnospóndilo ritidosteido que vivió a inicios del período Triásico (época del Induense) en la zona sur-central de Queensland, Australia. Es conocido a partir del espécimen holotipo QMF 12293, un fragmento postorbital asociado con fragmentos de la mandíbula y de los especímenes paratipos asociados QMF 14480, un cráneo lateralmente completo con mandíbulas, QMF 35247, un cráneo mal preservado con el ramo mandibular derecho, QMF 35393, un cráneo parcial pobremente preservado y QMF 39666, un fragmento mandibular y posterior orbital, recuperado en la Formación Arcadia en el Grupo Rewan. Este género fue nombrado por Adam M. Yates en el año 2000, y su especie tipo es Nanolania anatopretia.